# Конвей (Північна Дакота)
Конвей (англ. Conway) — місто (англ. city) в США, в окрузі Волш штату Північна Дакота. Населення — 15 осіб (2020).

## Географія
Конвей розташований за координатами 48°14′4″ пн. ш. 97°40′31″ зх. д. / 48.23444° пн. ш. 97.67528° зх. д. (48.234446, -97.675183).  За даними Бюро перепису населення США в 2010 році місто мало площу 0,57 км², уся площа — суходіл. В 2017 році площа становила 0,53 км², уся площа — суходіл.

## Демографія
Згідно з переписом 2010 року, у місті мешкали 23 особи в 13 домогосподарствах у складі 6 родин. Густота населення становила 41 особа/км².  Було 15 помешкань (26/км²).
Расовий склад населення:
| - 100,0 % — білих |

До двох чи більше рас належало 0,0 %. Частка іспаномовних становила 0,0 % від усіх жителів.
За віковим діапазоном населення розподілялося таким чином: 17,4 % — особи молодші 18 років, 43,5 % — особи у віці 18—64 років, 39,1 % — особи у віці 65 років та старші. Медіана віку мешканця становила 46,5 року. На 100 осіб жіночої статі у місті припадало 91,7 чоловіків;  на 100 жінок у віці від 18 років та старших — 137,5 чоловіків також старших 18 років.
За межею бідності перебувало 44,4 % осіб, у тому числі 0,0 % дітей у віці до 18 років та 100,0 % осіб у віці 65 років та старших.
Цивільне працевлаштоване населення становило 2 особи. Основні галузі зайнятості: освіта, охорона здоров'я та соціальна допомога — 50,0 %, сільське господарство, лісництво, риболовля — 50,0 %.